# Kentroleuca novaholandensis
Kentroleuca novaholandensis is een vlinder uit de familie nachtpauwogen (Saturniidae), onderfamilie Hemileucinae.
De wetenschappelijke naam van de soort is voor het eerst geldig gepubliceerd door Lemaire & C. Mielke in 2001.